# Communauté de communes du Val de Canche et d’Authie
Die Communauté de communes du val de Canche et d’Authie ist ein ehemaliger französischer Gemeindeverband (Communauté de communes) im Département Pas-de-Calais und der Region Nord-Pas-de-Calais. Er wurde am 21. Dezember 1995 gegründet. 2014 fusionierte der Gemeindeverband mit der Communauté de communes de l’Hesdinois und der Communauté de communes de Canche Ternoise und bildete so die neue Communauté de communes des Sept Vallées.

## Mitglieder
1. Aix-en-Issart
2. Beaurainville
3. Boisjean
4. Boubers-lès-Hesmond
5. Brimeux
6. Buire-le-Sec
7. Campagne-lès-Hesdin
8. Douriez
9. Gouy-Saint-André
10. Hesmond
11. Lespinoy
12. Loison-sur-Créquoise
13. Maintenay
14. Marant
15. Marenla
16. Maresquel-Ecquemicourt
17. Marles-sur-Canche
18. Offin
19. Roussent
20. Saint-Denœux
21. Saint-Rémy-au-Bois
22. Saulchoy
23. Sempy

## Quelle
- Le SPLAF - (Website zur Bevölkerung und Verwaltungsgrenzen in Frankreich (frz.))